# Aire archéologique de Potentia
La zone archéologique de Potentia est située à Porto Recanati dans la localité de Santa Maria in Potenza, où des fouilles mettent en lumière une ancienne colonie romaine.

## Histoire
Les Romains ont fondé la ville de Potentia, dans le cadre du processus de colonisation de la côte Adriatique. La présence de la colonie, en particulier dans les premiers stades, est documentée par Pline l'Ancien, Tite-Live, Ptolémée, Pomponius Mela et Velleius Paterculus.
Sa fondation peut être datée entre 184 av. J.-C. et 189 av. J.-C. par les triumvirs Marcus Fulvius Flaccus, Quintus Fulvius Nobilior et Quintus Fabius Labeo. Il a été créé dans le but de sécuriser des terres pour les vétérans des guerres puniques et de protéger la côte de l'assaut des pirates illyriens, dans une zone avantageuse, où la présence de la rivière Potenza et son embouchure (alors juste au sud de la colonie) elle assurait la facilité des échanges et constituait un obstacle naturel contre les ennemis Le poète Ennio s'installa dans cette colonie ou dans la colonie jumelle de Pisaurum et la présence d'une importante famille de banquiers, les Oppii, est documentée par des découvertes d'argile.
La colonie s'est développée entre les IIe et Ier siècles av. J.-C., période au cours de laquelle une importante activité de construction publique est documentée , financée par une classe marchande active et probablement prospère ; pas un hasard si les artefacts trouvés dans la région témoignent de la présence d'une production locale florissante de terre cuite, dont la forme témoignerait de la présence de contacts, probablement mercantiles, avec la région d'Étrurie, du Latium et de Sannio.

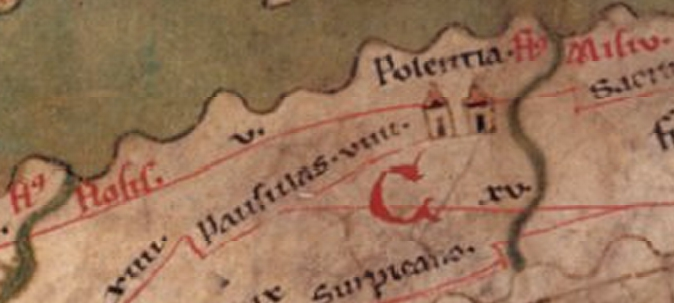
Potentia dans la table de Peutinger, entre les rivières Flosis (Potenza) et Misco (Musone), (placées dans un ordre inversé Nord-Sud).

Après 174 av. J.-C. la rareté des témoignages et des documents témoignerait d'un déclin temporaire de la colonie, peut-être lié aux guerres civiles et au violent tremblement de terre survenu en 56 av. J.-C., dont parle Cicéron. À l'époque augustéenne, Potentia prospéra jusqu'à atteindre son extension maximale, en même temps que l'épanouissement de la qualité des artefacts , qu'elle maintint, probablement grâce au commerce, jusqu'au IIe siècle.
Après un fort déclin au IIIe siècle, culminant, selon le Lilii, à la conquête et à la semi-destruction qui eurent lieu en 409 par Alaric Ier, il se redressa dans la seconde partie du IVe siècle ; de ces siècles c'est l'enterrement du temple, qui témoigne de la christianisation de la colonie. Potentia devint évêché au Ve siècle et son évêque Faustino, de  418 à 422, qui fut légat papal en Afrique pour le pape Zosime et participa au concile de Carthage est le premier évêque documenté des Marches.
Malgré le déclin des autres villes romaines de la côte, Potentia a  continué à être habitée même pendant la guerre gréco-gothique. L'existence de la ville dura au moins jusqu'au début du VIIe siècle, comme en témoignent les découvertes de beaux objets africains datant de ces périodes, même si la colonie n'est pas mentionnée par Procope de Césarée dans le Bellum Gothicum.

## Aménagement urbain
La déduction de la colonie de Potentia est considérée comme une fondation ex nihilo dans un territoire auparavant inoccupé. La disponibilité de terres fertiles, la proximité de l'embouchure d'une vallée fluviale, qui représente une importante route trans-Apennine reliant la Tyrrhénienne et l'Adriatique, la présence d'une embouchure pouvant servir de base portuaire, constituent quelques-unes des raisons du choix du site pour la nouvelle déduction. La ville a été défendue par un mur construit dix ans après la déduction et comprend un territoire qui a une extension dépassant 162 000 m2 ; la zone réellement occupée au IIe siècle av. J.-C. était cependant plus petite que la superficie occupée depuis l'ère commune.

## Fouilles archéologiques
Les fouilles archéologiques effectuées sur la zone centrale du système urbain ont rendu visibles actuellement des tronçons de route pavée, les restes d'une domus avec des sols en mosaïque et des murs ornés de fresques, les portiques du forum avec les tabernae annexés et un temple sur un haut podium d'où ils proviennent. nombreuses terres cuites architecturales. La typologie du temple avec portique est présente dans la zone archéologique La Cuma, à Monte Rinaldo. En outre, dans le centre de la ville de Porto Recanati, l'exposition archéologique permanente Divi & Dei a été inaugurée en 2009, qui montre les découvertes statuaires trouvées dans la ville romaine et qui, grâce à l'utilisation d'outils multimédias, reconstitue l'histoire de Potentia et complète le itinéraire culturel pour les nombreux touristes qui visitent la ville romaine.

## Galerie

Découvertes statuaires de Potentia
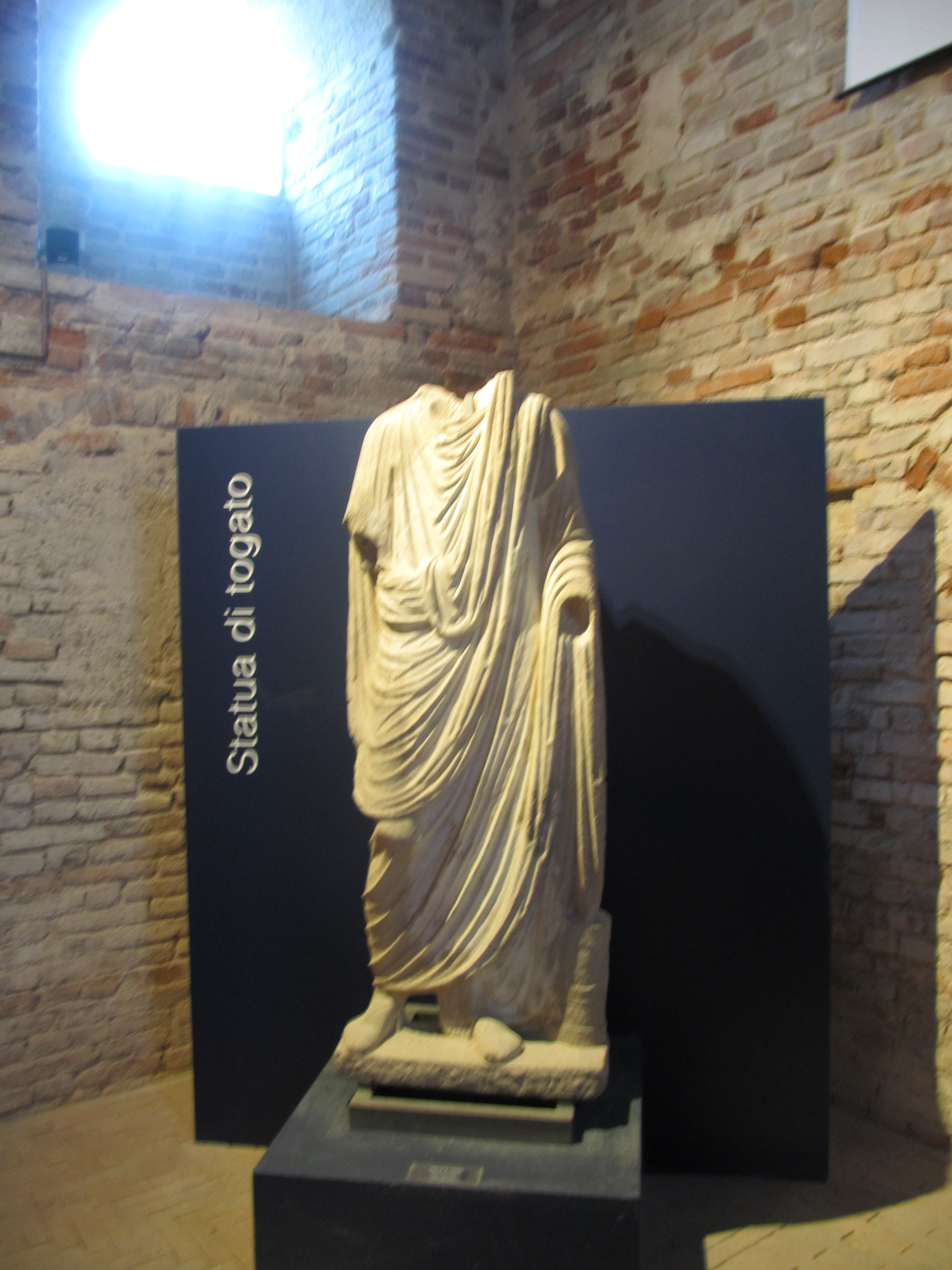
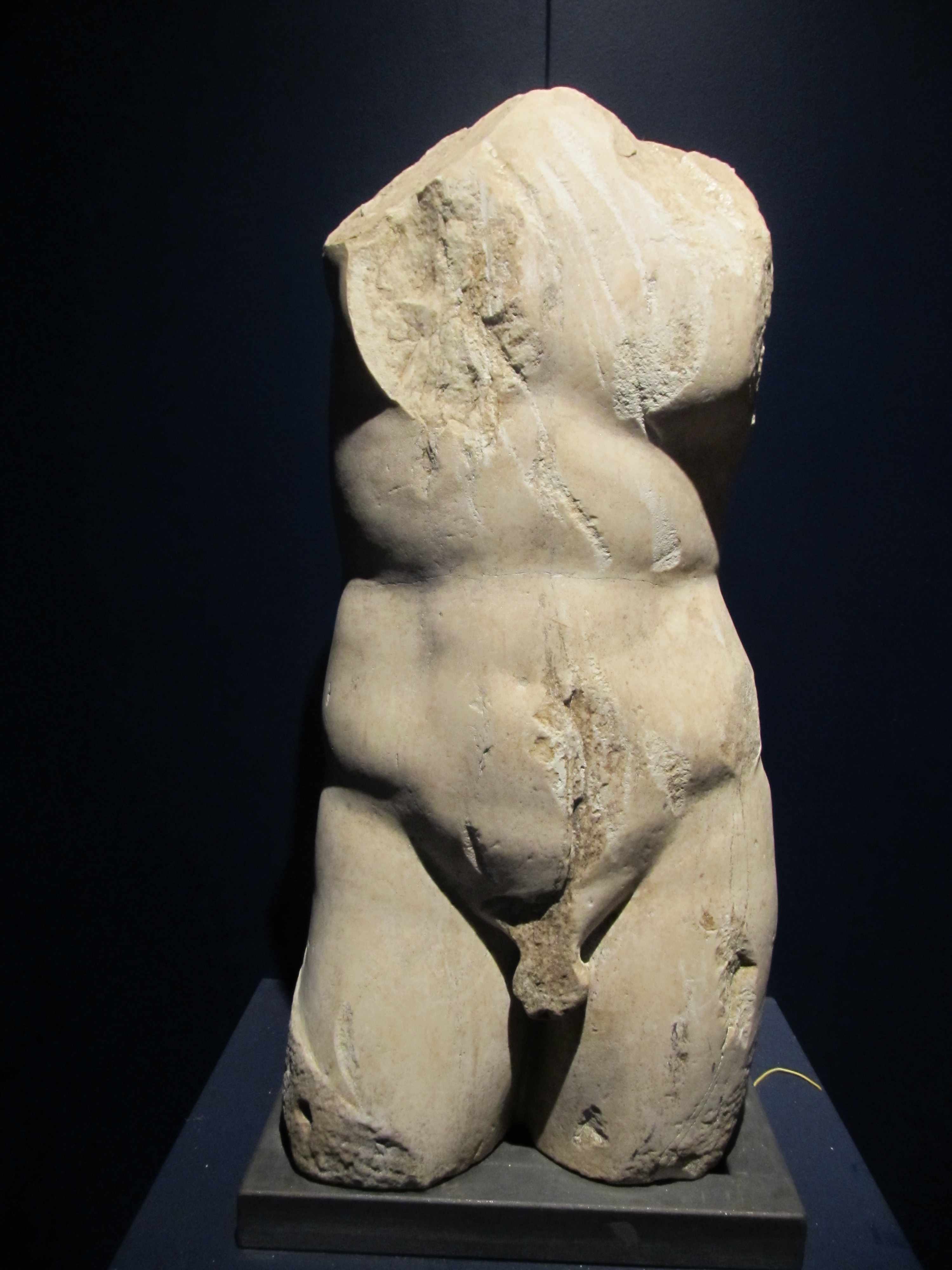
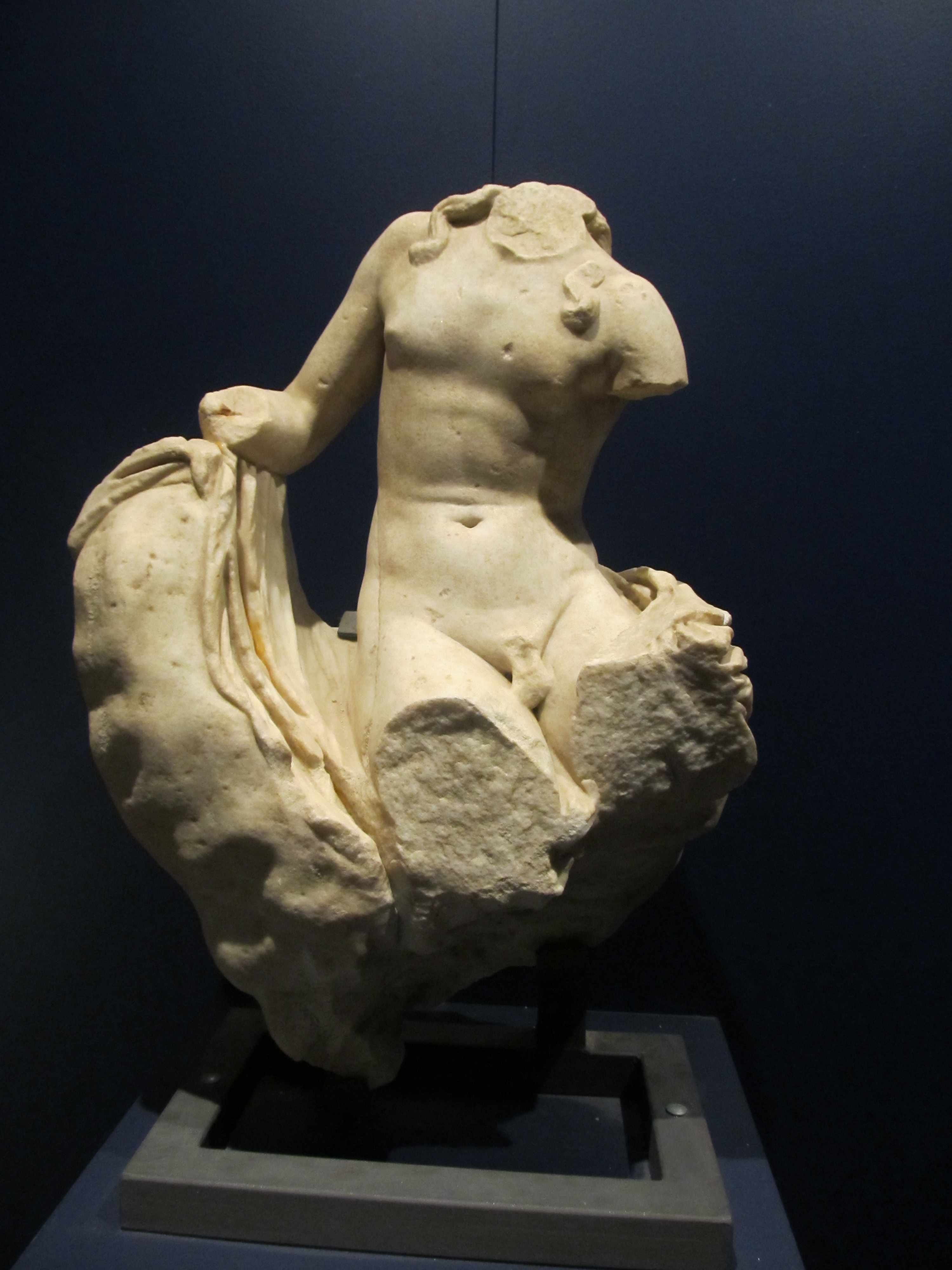
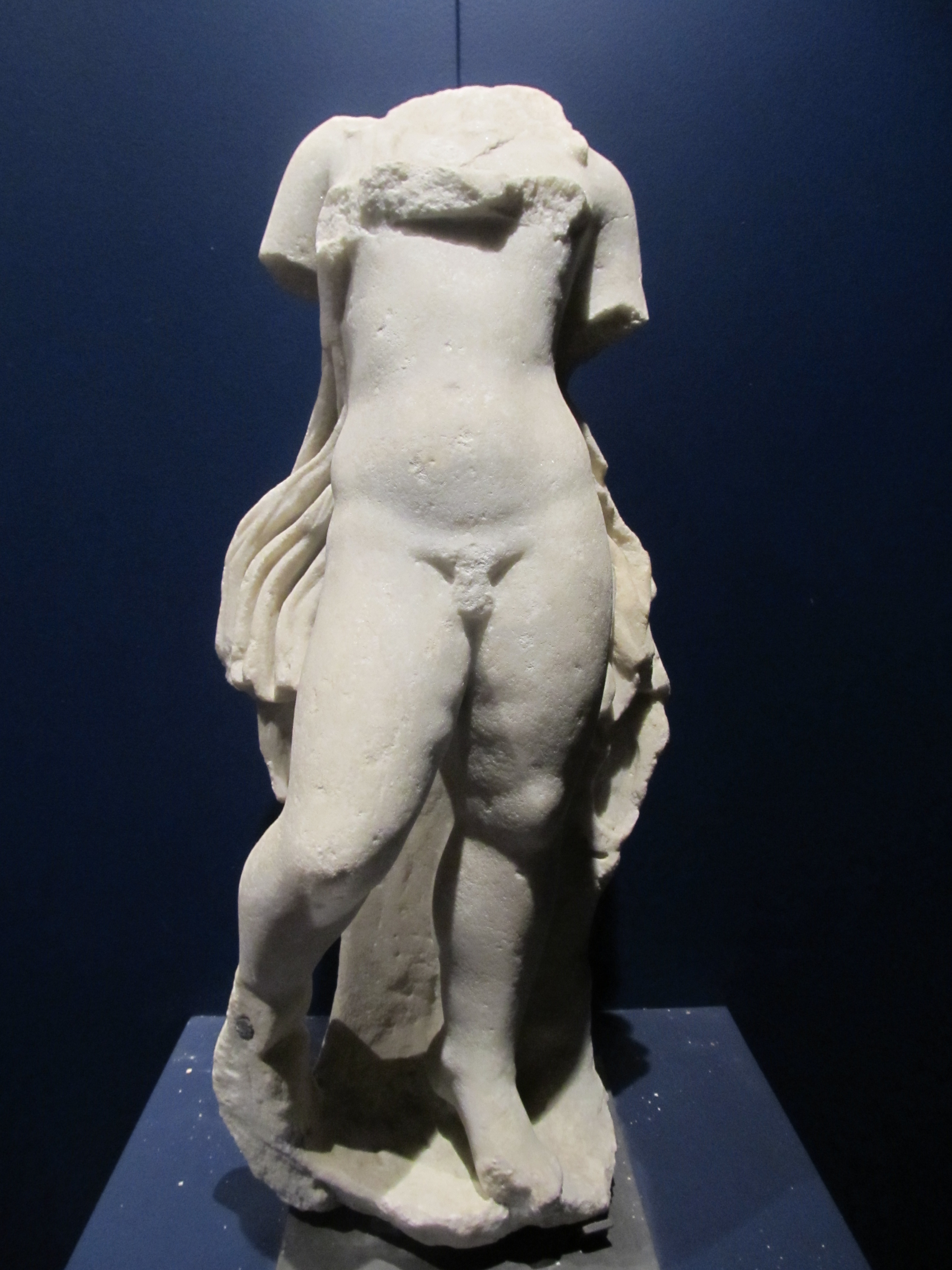
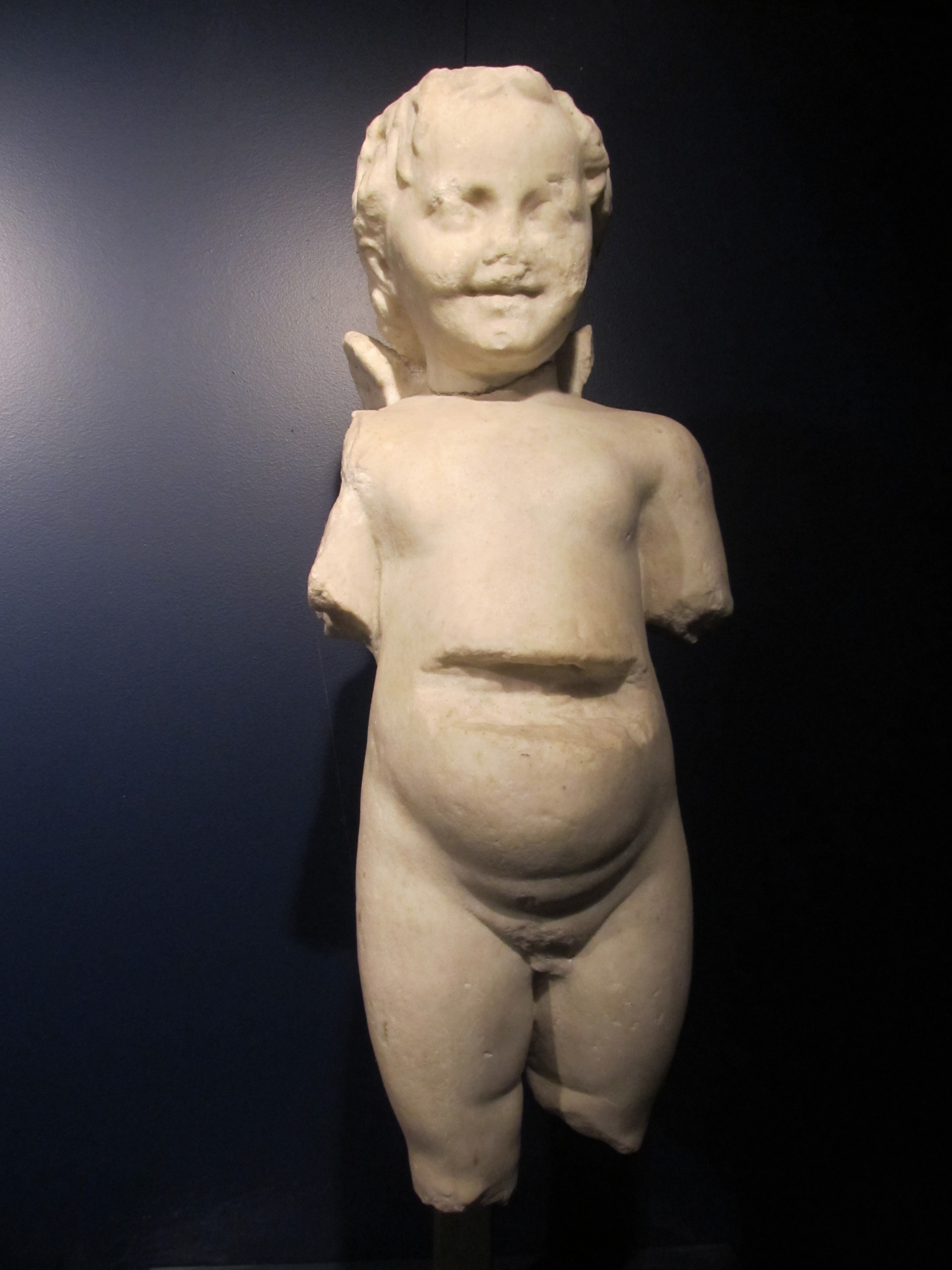
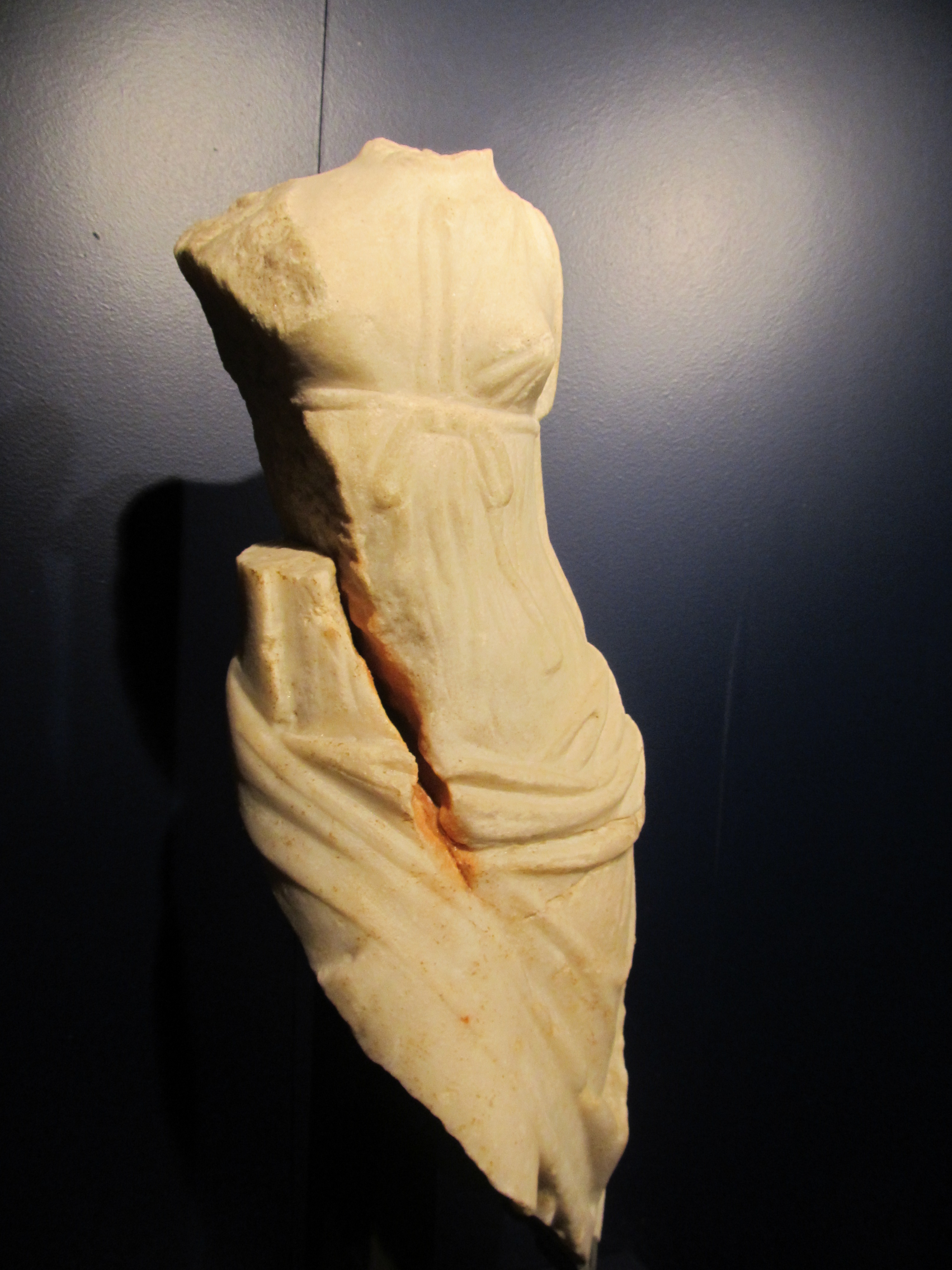